# Monte Arcuentu e Rio Piscinas
Monte Arcuentu e Rio Piscinas este o arie protejată (arie specială de conservare — SAC, sit de importanță comunitară — SCI) din Italia întinsă pe o suprafață de 11.486 ha, din care 3 % marine.

## Localizare
Centrul sitului Monte Arcuentu e Rio Piscinas este situat la coordonatele 39°34′06″N 8°32′27″E / 39.568333°N 8.540833°E.

## Înființare
Situl Monte Arcuentu e Rio Piscinas a fost declarat sit de importanță comunitară în septembrie 1995 pentru a proteja 2 specii de plante și 26 de specii de animale. Situl a fost protejat și ca arie specială de conservare în aprilie 2017.

## Biodiversitate
Situată în ecoregiunea mediteraneană, aria protejată conține 19 habitate naturale: Păduri aluvionare cu Alnus glutinosa și Fraxinus excelsior (Alno-Padion, Alnion incanae, Salicion albae), Dune de coastă cu Juniperus spp., Faleze cu vegetație de Limonium spp. endemic de pe coastele mediteraneene, Dune mobile de-a lungul țărmului cu Ammophila arenaria („dune albe”), Galerii și tufărișuri riverane sudice (Nerio-Tamaricetea și Securinegion tinctoriae), Dune cu tufărișuri sclerofile Cisto-Lavenduletalia, Dune de pe litoral fixate cu Crucianellion maritimae, Matorral arborescenți cu Juniperus spp., Pseudostepă cu ierburi și specii anuale de Thero-Brachypodietea, Dune cu vegetație ierboasă Malcolmietalia, Phrygana endemică cu Euphorbio-Verbascion, Dune mobile cu vegetație embrionară, Bancuri de nisip acoperite în permanență slab de apă marină, Păduri de Quercus ilex și Quercus rotundifolia, Dune împădurite cu Pinus pinea și/sau Pinus pinaster, Vegetație anuală la limita mareei, Straturi cu Posidonia (Posidonion oceanicae), Tufărișuri termo-mediteraneene și de pre-deșert, Recifuri.
La baza desemnării sitului se află mai multe specii protejate:
- plante (2): Brassica insularis, Petalophyllum ralfsii
- păsări (16): Alectoris barbara, fâsă-de-câmp (Anthus campestris), acvilă de munte (Aquila chrysaetos), pasărea ogorului (Burhinus oedicnemus), ciocârlie-cu-degete-scurte (Calandrella brachydactyla), caprimulg (Caprimulgus europaeus), prundăraș de sărătură (Charadrius alexandrinus), Falco naumanni, șoim călător (Falco peregrinus), sfrâncioc roșiatic (Lanius collurio), Larus audouinii, ciocârlie de pădure (Lullula arborea), Phalacrocorax aristotelis desmarestii, Sylvia sarda, silvie de tufiș (Sylvia undata), spârcaci (Tetrax tetrax)
- amfibieni (1): Discoglossus sardus
- mamifere (5): Cervus elaphus corsicanus, liliac cu picioare lungi (Myotis capaccinii), Myotis punicus, liliacul mare cu potcoavă (Rhinolophus ferrumequinum), liliacul mic cu potcoavă (Rhinolophus hipposideros)
- nevertebrate (2): croitorul mare al stejarului (Cerambyx cerdo), Papilio hospiton
- reptile (2): Caretta caretta, Euleptes europaea

Pe lângă speciile protejate, pe teritoriul sitului au mai fost identificate 37 de specii de plante, 57 de specii de păsări, 2 specii de amfibieni, 2 specii de reptile.